# Barynotus makolskii
Barynotus makolskii — вид долгоносиков-скосарей из подсемейства Entiminae.

## Описание
Жук длиной 9 мм. Спинка головотрубки в основной половине плоская, составляет со лбом единую плоскость или отделена от него очень пологим поперечным вдавлением. Срединное продольное возвышение головотрубки более или менее ровное, срединная бороздка узкая. Глаза заметно выпуклые. Переднеспинка широкая и короткая, бока её более или менее равномерно округлённые, передний край всегда с узкой вырезкой посредине, её срединный киль цельный или спереди чуть-чуть укороченный. Основание надкрылий заметно шире переднеспинки, плечи выпирают вперёд в виде бугорков. Бока надкрылий более или менее прямолинейно расширены до задней трети.